# I'd Like to Teach the World to Sing (In Perfect Harmony)
I'd Like to Teach the World to Sing (In Perfect Harmony) è una canzone pop molto popolare nel Regno Unito negli anni settanta come brano pubblicitario della Coca-Cola. Prodotta da Billy Davis e cantata dai The New Seekers, comparve nello spot televisivo della bevanda nel 1971, girato in Italia. Contemporaneamente è stata pubblicata come singolo dai New Seekers insieme agli Hillside Singers, nel dicembre dello stesso anno, e riscosse grande successo.
Gli Oasis, nota band britannica, furono citati in giudizio dalla Coca-Cola per aver utilizzato il testo e la musica della canzone in Shakermaker e dovettero modificare le parole del loro brano.
Un'altra versione del brano è quella dei No Way Sis, tribute band ufficiale degli Oasis.
Il brano è rimasto molto famoso fino agli anni ottanta, rimanendo colonna sonora degli spot della famosa bibita, anche in Italia con il testo modificato da Cristiano Minellono in una versione natalizia; nel 2011 è stato riutilizzato come colonna sonora per lo spot pubblicitario che commemora i 125 anni del marchio Coca-Cola.
Il brano è presente nella scena finale dell'ultimo episodio della serie televisiva Mad Men.